# Municipio de Shell Rock (Minnesota)
El municipio de Shell Rock (en inglés: Shell Rock Township) es un municipio ubicado en el condado de Freeborn en el estado estadounidense de Minnesota. En el año 2010 tenía una población de 427 habitantes y una densidad poblacional de 4,73 personas por km².

## Geografía
El municipio de Shell Rock se encuentra ubicado en las coordenadas 43°32′10″N 93°13′10″O / 43.53611, -93.21944. Según la Oficina del Censo de los Estados Unidos, el municipio tiene una superficie total de 90.26 km², de la cual 89,64 km² corresponden a tierra firme y (0,68 %) 0,62 km² es agua.

## Demografía
Según el censo de 2010, había 427 personas residiendo en el municipio de Shell Rock. La densidad de población era de 4,73 hab./km². De los 427 habitantes, el municipio de Shell Rock estaba compuesto por el 97,42 % blancos, el 0,23 % eran amerindios, el 0,47 % eran asiáticos, el 0,47 % eran de otras razas y el 1,41 % eran de una mezcla de razas. Del total de la población el 5,62 % eran hispanos o latinos de cualquier raza.